# Табаков, Антон Олегович
Анто́н Оле́гович Табако́в (род. 11 июля 1960, Москва, СССР) — советский и российский актёр театра, кино и озвучивания, предприниматель, ресторатор.

## Биография
Родился 11 июля 1960 года в актёрской семье: отец — Олег Табаков, мать — Людмила Крылова, сестра — Александра.
С 7 лет начал сниматься в кино, в 1976 году сыграл заглавную роль в ремейке «Тимур и его команда» по одноимённой повести Аркадия Гайдара.
В 1981 году окончил ГИТИС на курсе у Андрея Александровича Гончарова, однокурсниками были Елена Укращёнок (Денисова), Ирина Аугшкап. Работал в театрах «Современник» и «Табакерка».
В конце 1980-х годов отошёл от искусства и в начале 1990-х занялся ресторанным бизнесом.
При его финансовой поддержке в 2002 году было осуществлёно первое издание важнейшего теоретического театрального труда современности «К игровому театру» М. М. Буткевича.
В 2018 году закрыл рестораны в Москве и уехал в Париж на ПМЖ к жене и детям.
С 2018 года озвучивает кота Матроскина в продолжении культовой серии мультипликационных фильмов «Простоквашино» (ранее героя озвучивал его отец — Олег Табаков).
В 2021 году в образе кота Матроскина озвучил навигатор в приложении 2ГИС.

### Личная жизнь
- Первая жена — Асия Воробьёва (Бикмухаметова), тогда студентка-филолог филологического факультета МГУ, затем — филолог, литературный редактор в Московском театре «Современник». Позднее стала второй женой Михаила Ефремова[11].
- Встречался с актрисой Екатериной Семёновой.
  - Сын: Никита (род. 7 марта 1991), живёт в Лондоне[11][12][13].
- Второй официальный брак — с Анастасией Чухрай (род. 29.11.1976) — телеведущей и журналисткой, дочерью кинорежиссера Павла Чухрая. Прожили вместе 12 лет[11].
  - Дочь: Анна (род. 1999), живёт в Лондоне[11][12][14].
- Жена с 20 сентября 2013 года — Анжелика Табакова, переводчица; познакомились в самолёте, летевшем из Ниццы в Москву, она младше Антона на 24 года, вместе с 2003 года[11][15].
  - Две дочери — Антонина и Мария учатся и живут в Париже[11][16][17][18][19][20].
- Единокровные брат Павел Табаков и сестра Мария.

## Фильмография
- 1968 — Времена года — Саша
- 1971 — Мальчики — Женя Прохоров в детстве
- 1976 — Тимур и его команда — Тимур
- 1979 — Экипаж — друг Кости
- 1980 — Ты должен жить — Гена Коржухин
- 1981 — Будьте моим мужем — парень-курортник
- 1981 — В последнюю очередь — «купец»
- 1981 — Контрольная по специальности — Гоша
- 1981 — Опасный возраст — Димитрий
- 1982 — Кто стучится в дверь ко мне? — Юра
- 1984 — Время и семья Конвей — Робин Конвей в юности
- 1984 — Первая конная — Зорин
- 1984 — Сказки старого волшебника — Принц
- 1985 — Город невест — Костя
- 1986 — Ваша дочь Александра — Юлий
- 1987 — Везучая — Вадим
- 1987 — Человек с бульвара Капуцинов — Бобби
- 1990 — Исход — Андрей Бархатов
- 1991 — Шоу-бой — Шурик
- 1991 — Цареубийца — душевнобольной (нет в титрах)
- 1992 — АБВГД Ltd — Серёжа
- 1995 — Одинокий игрок — Игорь
- 1996 — Белые дюны
- 1997 — Вор — картёжник в бане
- 2004 — Повелитель эфира
- 2005 — Дополнительное время
- 2016 — Таинственная страсть — исполнитель роли Александра Адуева в спектакле «Обыкновенная история» как Олег Табаков
- 2020 — Хороший человек — Артём Сергеевич, генерал-полковник юстиции, замглавы Следственного комитета

## Озвучивание
- 2002 — Желтухин — отец Никиты
- 2018 — н. в. — Простоквашино — Кот Матроскин
- 2025 — Простоквашино — Кот Матроскин

## Бизнес

### Ресторанный бизнес
Занимался ресторанами «Лонж Шу» и «Штольц». Табаков лично дегустировал блюда, занимался введением новых блюд в меню своих ресторанов.

### Косметологический бизнес
В 1996 году в сотрудничестве с ресторатором Андреем Деллосом открыл Центр косметологии «Посольство Красоты» (филиал «Посольства Красоты» с Елисейских Полей).